# Orbignynella
Orbignynella es un género de foraminífero bentónico considerado un sinónimo posterior de Neoglabratella de la familia Glabratellidae, de la superfamilia Glabratelloidea, del suborden Rotaliina y del orden Rotaliida. Su especie tipo era Discorbis wiesneri. Su rango cronoestratigráfico abarcaba el Holoceno.

## Clasificación
Orbignynella incluía a la siguiente especie:
- Orbignynella wiesneri